# Meurtres en Martinique
Pour plus de détails, voir Fiche technique et Distribution.
Meurtres en Martinique est un téléfilm français réalisé en 2016 par Philippe Niang, diffusé 25 février 2017 sur France 3. 
Il s'agit du troisième épisode de la saison 4 de la Collection Meurtres à.
Il fait partie des 10 épisodes phares sélectionnés par la RTBF pour célébrer les 10 ans de la collection et diffusés pendant 6 mois sur Auvio.

## Synopsis
Au moment où Léna Valrose, policière d'ascendance martiniquaise, arrive de métropole, un corps est retrouvé à la montagne Pelée. Vu les circonstances, le stage qu'elle devait animer est annulé et elle doit porter assistance à Paul Ventura pour l'enquête. L'arrivée de Léna en Martinique n'a cependant pas qu'un but professionnel. Elle est également à la recherche de son père.

## Fiche technique
- Titre original : Meurtres en Martinique, la malédiction du volcan[2]
- Titre de tournage : Meurtre à la Montagne Pelée[3]
- Réalisation : Philippe Niang
- Scénario et dialogues[4] : Philippe Niang, Alain Agat et Franck Thilliez
- Photographie : Jean-Pierre Hervé
- Montage : Jean-Daniel Fernandez-Qundez
- Musique : Christophe Monthieux et Krishoo Monthieux
- Production : France Zobda, Jean-Louis Monthieux
- Société de production :  Eloa Prod[4] et France Télévisions
- Directeur des productions : Eric Jollant
- Budget : 2,3 millions d'euros[4]
- Pays :  France
- Genre : Policier
- Durée : 90 minutes
- Date de diffusion : 
  -  France : 25 février 2017 sur France 3

## Distribution
- Sara Martins : Léna Valrose
- Olivier Marchal : Paul Ventura
- France Zobda : Magaly Brédas
- Philippe Lavil : Arnaud Lacoste
- Eric Delor : Théo
- Luc Bernard : Claude Lefort
- Gunther Germain : Boris Darcheville
- Michel Chalonec : Bastien Rosier
- Olivier Ho Hio Hen  : Didier Chan dit 'La Chine'
- Gloriah Bonheur : Fleur Grosbois
- Daniely Francisque : Catherine Rosier
- Jean Emmanuel-Émile : le scientifique
- Sébastien Capgras : Jocelyn

## Audience
- France : 4,2 millions de téléspectateurs (première diffusion) (17,8 % de part d'audience)